# 西北區 (博茨瓦納)
西北區（英語：North-West District）是博茨瓦納的一個區，位於該國北部，西鄰納米比亞，東鄰津巴布韋，北部與贊比亞分享一小段尚比西河。2001年由恩加米蘭區和喬貝區合併而成。面積129,930平方公里，2001年人口142,970人。首府馬翁。下分4次區。
著名的奧卡萬戈沼澤位於本區。